# 拉绍夫斯基·克里什托夫
拉绍夫斯基·克里什托夫（匈牙利語：Rasovszky Kristóf，1997年3月27日—）生于维斯普雷姆，是一名匈牙利男子游泳运动员，主攻自由泳，曾就读于欧布达大学（Óbudai Egyetem）。

## 生平
拉绍夫斯基在五六岁时受比他年长四岁的哥哥的影响开始接触游泳。
2015年，他首次在国际主要赛事中亮相，参加了欧洲青年公开水域游泳锦标赛和欧洲运动会。